# Neoodax balteatus
Neoodax balteatus és una espècie de peix pertanyent a la família dels odàcids i l'única del gènere Neoodax.

## Descripció
- Pot arribar a fer 14 cm de llargària màxima.[3][4]

## Alimentació
Menja principalment crustacis bentònics (sobretot, amfípodes), mol·luscs (gastròpodes i bivalves) i poliquets.

## Hàbitat
És un peix d'aigua marina i salabrosa, demersal i de clima subtropical (32°S-45°S) que viu entre 1 i 22 m de fondària als estuaris, esculls rocallosos superficials i aigües costaneres protegides.

## Distribució geogràfica
Es troba a l'Índic oriental: el sud d'Austràlia (des de Cockburn Sound -Austràlia Occidental- fins al nord de Sydney -Nova Gal·les del Sud-, incloent-hi Tasmània).

## Observacions
És inofensiu per als humans.